# Dora Marquez
Pour les articles homonymes, voir Dora l'exploratrice (homonymie).
Dora Marquez, alias Dora l'exploratrice ou Dora, est l'héroïne de la série de dessin animés Dora l'exploratrice ainsi que de sa suite Dora and Friends : Au cœur de la ville.

## Évolution du personnage

### Débuts dansDora l’exploratrice
Elle est créée en 1993. D'origine hispano-américaine, elle est l'héroïne de la série. Dora, âgée entre 7 et 8 ans, est habillée d'un tee-shirt rose laissant apparaître le bas de son ventre, d'un pantalon orange et d'une paire de chaussures blanches et de chaussettes jaunes. Elle porte les cheveux coupés au carré avec une frange. Aussi, elle possède un bracelet bicolore bleu et jaune, un sac à dos parlant surnommé « Sakado » et une carte. Elle parle anglais (espagnol dans la V.O.) et demande souvent aux téléspectateurs de répéter les mots anglais comme hello (dans la V.F.). Sa chanson fétiche est « sac à dos, sac à dos ».
Dans la jungle, Dora et son singe parlant Babouche, participent à des quêtes qui se composent d'aventures et d’énigmes qui sont généralement des puzzles.
Babouche est le singe de Dora, mais est aussi son meilleur ami.
Elle doit faire face aux ruses de Chipeur, le renard.

### DeDora l’exploratriceàDora and Friends: au cœur de la ville
En 2009, une nouvelle Dora a été présentée. Désormais âgée de 12 ans, elle a les cheveux longs, porte un collier en or avec une pierre précieuse bleu turquoise, un bracelet aussi constitué de la même pierre que le collier, un serre-tête violet, des boucles d'oreilles blanches, des leggings bleus, une liquette violette et des ballerines orange. Elle porte aussi des jambières et du rouge à lèvres. Par ailleurs, son visage est aussi moins rond. Ce changement aussi radical a été très critiqué aux États-Unis,. À cette occasion, Nickelodeon et Mattel déclarèrent que « Notre héroïne est passée de la campagne à la ville, elle est entrée au collège et a un tout nouveau look en vogue » et « Les petites filles aimaient s'identifier à Dora et nous savions qu'elles aimeraient voir leur amie Dora grandir avec elles, et vivre l'expérience de nouvelles aventures à travers ce nouveau personnage ».
En 2013, Nickelodeon a confirmé que cette nouvelle Dora fera l'objet d'une nouvelle série intitulée Dora and Friends : Au cœur de la ville,, diffusée à partir du 18 août 2014. Désormais âgée de 10 ans au lieu de 12 par rapport au projet initial, cette nouvelle Dora est légèrement différente de celle de 2009 puisqu'elle a les cheveux mi-longs, porte une nouvelle liquette et un parfois un serre-tête qui a été remanié par rapport à celui du premier artwork. Les boucles d'oreilles deviennent vertes. Par ailleurs, les ballerines ont été remplacées par une paire de baskets et Dora ne porte plus de collier. Il est à noter que cette nouvelle Dora est presque identique à celle de Dora's Explorer Girls (série de clips et de jeux vidéo produite entre 2009 et 2011) puisqu'elle conserve ses cheveux mi-longs et des boucles d'oreilles identiques et ne porte pas de collier. Par ailleurs, les différences entre Dora and Friends : au cœur de la ville et Dora's Explorer Girls sont que dans Dora's Explorer Girls, Dora avait une liquette rose (plus ou moins semblable à celle de Dora and Friends : au cœur de la ville), des leggings orange et des ballerines roses au lieu de baskets elles aussi roses. Enfin, elle ne porte pas de serre-tête. De plus, son sac à dos, qui était auparavant parlant, devient un simple accessoire de mode.
Vivant dans la ville fictive de la Playa Verde et en compagnie de ses amis Kate, Naiya, Alana, Emma et Pablo. Elle doit participer à des quêtes avec des pouvoirs magiques, son bracelet aux fonctionnalités spéciales et un smartphone. Par ailleurs, elle continue d'enseigner des notions d'anglais aux téléspectateurs . Désormais, ces notions ne sont plus seulement des mots, puisque des phrases simples sont aussi dites.